# Best in the World (2016)
Pour les articles homonymes, voir Best in the World.
L'édition 2016 de Best in the World est une manifestation de catch (lutte professionnelle) en paiement à la séance (pay-per-view), produite par la fédération américaine Ring of Honor (ROH), initialement diffusée en haute définition et en direct sur le câble et via satellite, ainsi que sur Destination America, aux États-Unis. Elle est également disponible en ligne, sur le site d'hébergement de vidéos Ustream et via l'application mobile Flipps. Le pay-per-view (PPV) se déroule le 24 juin 2016 au Cabarrus Arena (en) à Concord, dans l'état de Caroline du Nord. Ce fut la 7e édition de Best in the World.

## Contexte
Les spectacles de la Ring of Honor en paiement à la séance se composent de matchs aux résultats prédéterminés par les scénaristes de la ROH. Ces rencontres sont justifiées par des storylines - une rivalité avec un catcheur, la plupart du temps - ou par des qualifications survenues au cours de shows précédant l'évènement. Tous les catcheurs possèdent un gimmick, c'est-à-dire qu'ils incarnent un personnage face (gentil) ou heel (méchant), qui évolue au fil des rencontres. Un pay-per-view comme Best in the World est donc un événement tournant pour les différentes storylines en cours.

### Jay Briscoe contre Jay Lethal
Un an auparavant, Jay Lethal avait remporté son match contre Jay Briscoe pour conserver son titre de la télévision de la ROH et pour le gain du championnat mondial de la ROH. Après avoir conservé son titre pendant un an, Jay Lethal remet son titre en jeu contre Jay Briscoe.

## Matchs
| #                                                                | Matchs, | Stipulation                                               | Durée |
| ---------------------------------------------------------------- | --- | --------------------------------------------------------- | ----- |
| 1                                                                | Kyle O'Reilly bat Kamaitachi                                                                                                  | Match simple                                              | 13:49 |
| 2                                                                | ACH bat Silas Young | Match simple                                              | 11:10 |
| 3                                                                | Mark Briscoe bat Roderick Strong                                                                                              | Match simple                                              | 15:17 |
| 4                                                                | Bullet Club (Adam Cole et The Young Bucks (Matt Jackson & Nick Jackson)) battent War Machine (Hanson & Raymond Rowe) et Moose | Tornado Six Man Tag Team match                            | 12:58 |
| 5                                                                | The Addiction (Christopher Daniels & Frankie Kazarian) (c) battent Motor City Machine Guns (Chris Sabin & Alex Shelley)       | Match par équipe pour les ROH World Tag Team Championship | 12:11 |
| 6                                                                | B.J. Whitmer bat Steve Corino                                                                                                 | Fight Without Honor match                                 | 14:42 |
| 7                                                                | Bobby Fish (c) bat Dalton Castle (avec The Boys)                                                                              | Match simple pour le ROH World Television Championship    | 16:41 |
| 8                                                                | Jay Lethal (c) (avec Taeler Hendrix) bat Jay Briscoe                                                                          | Match simple pour le ROH World Championship               | 12:52 |
| (c) désigne le(s) champion(s) défendant son titre dans le match. | |                                                           |       |